# João Pedro Soares Luna
João Pedro Soares de Luna (Elvas, 1792 — Lisboa, 19 de agosto de 1848), oficial general do Exército Português e político que se distinguiu durante a Guerra Civil Portuguesa e no período inicial da Monarquia Constitucional. Esteve exilado em Londres, comandou o Corpo Académico desde a ilha Terceira à tomada de Lisboa, sendo compulsivamente reformado como marechal-de-campo. Foi deputado setembrista.

## Biografia
Nasceu em Elvas, filho de Manuel Joaquim Soares. Destinado a seguir a vida militar, com apenas 14 anos de idade, a 21 de Abril de 1806, assentou praça como cadete no Regimento de Artilharia n.º 3.
Iniciou a sua participação na Guerra Peninsular em 1808, com 16 anos de idade, ao abandonar, acompanhado por dois soldados do seu Regimento, a sua unidade em Elvas e procurar refúgio em Juromenha, e depois em Badajoz, furtando-se assim à dissolução do Exército Português determinada pela capitulação de frente primeira invasão francesa de Portugal.
Juntou-se à resistência portuguesa à invasão, acabando por ser incorporado no exército anglo-luso que combateu na Guerra Peninsular, continuando a servir como cadete sob as ordens dos generais britânicos. Participou no cerco de Olivença, e foi um dos voluntários que participaram na tomada de Badajoz, onde de tal forma se distinguiu que foi promovido a alferes por distinção, sendo promovido a 2.º tenente a 8 de maio de 1812.
Terminada a guerra, continuou a sua carreira militar incorporado num regimento de artilharia de guarnição, sendo promovido a 1.º tenente a 11 de maio de 1819 e a capitão no dia 18 de dezembro de 1820.
Após a Revolução Liberal do Porto, de 24 de agosto de 1820, a que aderiu, foi mobilizado para integrar a força portuguesa enviada ao Brasil para sufocar a independência daquela então colónia portuguesa. Partiu para o Brasil a 1 de novembro de 1821, aí permanecendo durante o processo de independência do Brasil, e regressou a Portugal a 11 de setembro de 1823, quando as forças portuguesas foram obrigadas a retirar daquele território.
De regresso a Lisboa, prosseguiu a sua carreira militar, sendo promovido a major a 13 de maio de 1825 e nomeado comandante das companhias pagas que guarneciam a ilha do Faial, nos Açores. Encontrava-se nesta comissão quando D. Miguel I foi aclamado rei absoluto em Lisboa.
Liberal convicto, em conjunto com o governador militar do Faial, Diogo Tomás Ruxleben, resistiu à aclamação do rei absoluto na Horta. Mantiveram a sua resistência, apesar de intimados pelo comandante da fragata portuguesa Princesa Real, navio que fora enviado aos Açores para promover a aclamação do novo monarca.
Contudo, quando ocorreu a revolta liberal de Angra, protagonizada pelo Batalhão de Caçadores n.º 5 no dia 22 de junho de 1828, que restabeleceu a Carta Constitucional, em vez de acompanharem as tropas que foram mandadas regressar à ilha Terceira, perante a ameaça de uma esquadra portuguesa que se dizia estar a caminho para submeter as ilhas que não aceitavam o governo de D. Miguel, acompanhado por Diogo Tomás Ruxleben, refugiou-se a bordo de um navio britânico, que os transportou para Londres. Esta decisão foi sempre objecto de controvérsia, o que levou Soares de Luna a solicitar, em 1835, o testemunho abonatório dos cônsules dos Países Baixos, da França e da Rússia, no Faial, como forma de justificar a sua conduta em 1828.
Naquela cidade, foram-se apresentar a Pedro de Sousa Holstein, marquês de Palmela, que os mandou integrar no depósito de emigrados que se formara em Plymouth.
Foi um dos oficiais que acompanhou João Carlos de Saldanha Oliveira e Daun, o futuro marechal duque de Saldanha, na malograda tentativa de furar o bloqueio britânico à Terceira e aí desembarcar para se juntar aos liberais que haviam tomado o poder. Interceptados frente à baía da Praia pela fragata britânica HMS Ranger, sob o comando de William Walpole, foram impedidos de desembarcar na ilha Terceira e forçados a arribar ao porto de Brest na França.
Levantado o bloqueio britânico à Terceira, em 19 de agosto de 1830 desembarcou em Angra e em 20 de outubro desse ano foi nomeado pelo marquês de Vila Flor, depois duque da Terceira, para substituir o primeiro-tenente José Maria Baldy no comando do Corpo Académico, a parte do Batalhão Académico que se encontrava na ilha Terceira.
Esta força era um pequeno corpo de voluntários formado por estudantes da Universidade de Coimbra, que manobrava uma bateria de artilharia. Considerado um batalhão difícil e indisciplinado, ainda assim Soares de Luna conseguiu manter-se naquele comando de 20 de Outubro de 1830 a 20 de Junho de 1834, data em que aquele corpo se extinguiu.
O Corpo Académico integrava jovens instruídos e insubmissos, entre os quais Almeida Garrett, pelo que, no seu comando, Soares de Luna usou sempre de muito tacto e habilidade, concitando o afecto e a estima dos estudantes. Prova dessa estima é a dedicatória que Almeida Garrett lhe fez na sua obra O Arco de Sant'ana.
O Corpo Académico obteve com a sua instrução e direcção a credibilidade enquanto força militar que inicialmente lhe faltava, participando na conquista das ilhas de São Jorge e Pico e depois distinguindo-se no combate da Ladeira da Velha e nas operações militares que levaram à conquista da ilha de São Miguel pelos liberais. Esse percurso mereceu um rasgado elogio de D. Pedro IV quando, em Angra, assumiu pessoalmente o comando das forças aquarteladas na Terceira.
À frente do Corpo Académico participou no desembarque no Mindelo, em julho de 1832, e depois na ocupação e defesa da cidade durante o cerco do Porto. Neste período, Soares de Luna foi um dos oficiais que mais se distinguiu, particularmente na defesa do flanco Sul, após a batalha de Ponte Ferreira, já que a mobilização de forças para aquela localidade deixara a cidade desguarnecida e vulnerável a um ataque a partir da Serra do Pilar. Quando, a 22 de julho de 1832, as forças miguelistas comandadas pelo general Álvaro Xavier da Fonseca Coutinho e Póvoas, o temido general Póvoas, apareceram de surpresa sobre as alturas da Serra do Pilar, coube a Soares de Luna organizar a defesa. Para isso, aproveitou a noite de 22 para 23 de julho para colocar baterias sobre  eminências da margem direita, de maneira que, na manhã do dia 23, foi possível suster o avanço das forças do general Póvoas, mantendo assim a cidade na posse dos liberais. Em agosto desse ano de 1832, Soares de Luna dirigiu uma sortida do Corpo Académico até Vila do Conde.
Em 1833, ano em que foi promovido a tenente-coronel, acompanhou, à frente de um destacamento do Corpo Académico, a expedição comandada pelo marquês de Vila Flor, que desembarcou na costa do Algarve. Contudo, não acompanhou as tropas que marcharam sobre Lisboa, pois foi nomeado governador militar de Faro.
No comando da guarnição de Faro destacou-se na defesa heróica da cidade contra repetidos ataques miguelistas, situação em que terá prestado à causa liberal os mais importantes serviços da sua carreira militar. Para além de ter organizado admiravelmente e com a máxima prontidão a artilharia que devia marchar sobre Lisboa, conseguindo munições em abundância, preparando de forma rápida e eficaz a defesa da cidade de Faro. Para tal, promoveu a construção de vários redutos, que foram convenientemente artilhados, armou três barcas canhoneiras para defesa do porto da cidade, ao mesmo tempo que organizou e treinou vários corpos de milícias dos batalhões nacionais. Para além da componente militar, o seu governo foi considerado moderado e acertado, o que lhe mereceu as simpatias da população civil e da Câmara Municipal.
Em Faro teve por várias vezes de repelir ataques das forças miguelistas, tarefa muito difícil pois a cidade fora deixada praticamente desguarnecida por Bernardo de Sá Nogueira de Figueiredo, depois 1.º marquês de Sá da Bandeira, que mobilizara para o assalto a Lisboa todas as forças liberais disponíveis, deixando apenas como guarnição uma pequena força enquadrada por milícias locais. O assalto mais violento ocorreu a 23 de fevereiro de 1834, seguido por nova investida a 27 de fevereiro do mesmo ano, data que Soares Luna depois consideraria «o dia mais glorioso» da sua vida. Nesta última data, as forças miguelistas atacaram com sucesso o «reduto duque de Bragança», forçando Soares de Luna, que tinha apenas dispunha de 14 soldados de cavalaria, a atacar o reduto, à frente daquela pequena força, numa furiosa carga que os obrigou os sitiantes a abandonar o reduto ocupado. A este assalto seguiu-se uma sortida geral dos milicianos, que repeliu e desbaratou completamente o a força miguelista sitiante. Novo ataque tentado a 5 de maio do mesmo ano foi também repelido.
Estes feitos mereceram honrosas citações feitas por José Jorge Loureiro, pelo duque da Terceira, pelo visconde de Sá da Bandeira, pelo duque de Palmela, e, particularmente, pela Câmara Municipal de Faro, que em reconhecimento mandou cunhar uma medalha comemorativa que lhe ofereceu, pedindo ao licença para que fosse usada no uniforme como condecoração.
A 24 de julho de 1834 foi promovido a coronel de Artilharia e nomeado comandante do Regimento de Artilharia n.º 2, ao tempo aquartelado em Belém, na cidade de Lisboa.
A sua passagem pelo governo das armas do Algarve levou a que fosse eleito deputado pelo círculo eleitoral de Faro para a legislatura de 1834-1836, integrando as listas da oposição.
Em 1836 aderiu à revolução de Setembro, numa carreira política que o levaria a destacar-se como um dos mais destemidos paladinos do setembrismo. Esta adesão ao ideário da esquerda liberal marcou toda a sua carreira política, mantendo-se  sempre em oposição aos governos que visavam a restauração da Carta Constitucional, o que lhe valeria uma persistente perseguição política por parte dos cartistas, que se estendeu até à sua morte, com graves repercussões na progressão na carreira militar. Enquanto deputado, apesar de não ser muito eloquente, sempre se manifestou contra o devorismo, especialmente contra as dotações e favores concedidos aos liberais da última hora.
A sua perseverança à frente do seu regimento salvou o setembrismo do contragolpe da Belenzada, nos primeiros dias de novembro de 1836. Estando o seu regimento aquartelado em Belém, próximo do Palácio de Belém onde se encontrava a rainha D. Maria II, Soares de Luna, percebendo o objectivo de restauração da Carta que estava por detrás do golpe que se preparava em Belém, participou ao governo que o regimento continuava firme na sua adesão à causa setembrista. Esta atitude contribuiu em muito para o malogro da Belenzada e para a sobrevivência do governo setembrista que o movimento visava demitir.
Nas eleições realizadas nesse mês de novembro de 1836 foi eleito deputado às Cortes Constituintes (1837-1838), participando activamente na elaboração e aprovação da Constituição Portuguesa de 1838.
Nesse mesmo mês foi promovido a brigadeiro e nomeado comandante da 10.ª Divisão Militar. Esta divisão, criada pelo decreto de 26 de Novembro de 1836 que reestruturou o Exército, englobava as forças militares estacionadas nos Açores, com quartel-general em Ponta Delgada. Nomeado comandante da Divisão portaria de 14 de Dezembro de 1836, foi o primeiro comandante dessa nova estrutura orgânica do Exército. Como o período do seu comando coincidiu com o funcionamento da Assembleia Constituinte, à qual pertenceu, não terá tido grande permanência no seu quartel-general. Ainda assim, a 25 de outubro de 1837 pediu a reforma e simultaneamente autorização para fixar residência em Ponta Delgada, que não lhe foi concedida. Foi exonerado do comando da 10.ª Divisão a 5 de Abril de 1838 e passou ao comando da arma de Artilharia, em Lisboa.
Em julho de 1837 ocorreu a sublevação militar que ficaria conhecida pela revolta dos marechais, apesar de ser deputado nas Cortes Constituintes, solicitou autorização às Cortes para acompanhar Sá da Bandeira na pacificação das províncias do Norte de Portugal. Obtida essa autorização, com outros oficiais, acompanhou a expedição ao Norte, sendo encarregado por Sá da Bandeira de exercer o lugar de Governador Militar do Porto. A forma como se houve nessas funções mereceram-lhe os elogios do seu chefe.
Continuando a militar no parlamento nas fileiras setembristas, fez parte da oposição aos ministérios de pendor cartista, que preparavam a restauração da Carta Constitucional. Dissolvida a câmara, foi um dos deputados da oposição assinaram um manifesto fortemente crítico do governo e dando conta do seu mandato. Em consequência recebeu um ofício do Ministério da Guerra, questionando a sua assinatura. 
A resposta que enviou ao Ministério, negando o direito ministerial de inquirir e fiscalizar o seu procedimento como deputado, teve como consequência a saída em Ordem do Exercito da portaria que o colocava como reserva na 3.ª secção. Permaneceu alguns anos nessa situação. Prejudicado na carreira militar, foi afastado da política pelos cartistas a partir de 1842.
Em 1846, estando no poder um ministério progressista presidido pelo Duque de Palmela, que seria pouco depois derrubado pela Emboscada, o golpe palaciano de 6 de Outubro de 1846, Soares de Luna foi nomeado governador da Torre de São Julião da Barra, apesar de todas as suas instâncias para se escusar alegando falta de saúde.
Durante a Patuleia foi um dos oficiais que aderiu ao movimento revolucionário liderado pela Junta do Porto. Com o colapso da revolução devido à intervenção da Quádrupla Aliança, a 6 de Junho de 1847 foi compulsivamente reformado no posto de marechal-de-campo. Esta reforma compulsiva, ordenada pelo Ministro da Guerra, Jerónimo Pereira de Vasconcelos, o barão de Ponte da Barca, que atingiu vários outros oficiais distintos, levou Soares Luna escrever e publicar um folheto em que protesta violentamente contra essa medida.
Faleceu pouco tempo depois de reformado, contando 56 anos de idade. 
Ao longo da sua carreira foi condecorado com o grau de comendador da Ordem de São Bento de Avis, com o grau de cavaleiro da Ordem da Torre e Espada, de cavaleiro da Ordem de Nossa Senhora da Conceição e com a cruz de duas campanhas da Guerra Peninsular.

## Obras publicadas
Para além de obras dispersas pelos periódicos da época, é autor das seguintes monografias:
- Descripção da formosa caldeira da ilha do Faial. Lisboa, Typ. de Eugenio Augusto, 1834.
- Memórias para servirem à história dos factos de patriotismo e valor praticados pelo distincto e bravo Corpo Académico, que fez parte do Exercito Libertador. Lisboa, Typ. Lisbonense, 1837.
- Documentos segundo a ordem chronologica e que se acham datados e que attestam os serviços militares praticados por João Pedro Soares Luna. Lisboa, Typ. Lisbonense, 1838.
- As reformas forçadas, ou o escandaloso abuso com que se invocou a legislação vigente no decreto de 16 de junho de 1841, referendado pelo então Ministro e secretário de Estado dos Negócios da Guerra, o barão da Ponte da Barca, Lisboa, 1848.